# Rzeczyca-Stacja
Rzeczyca-Stacja – dawna kolonia w Polsce położona w województwie lubelskim, w powiecie kraśnickim, w gminie Trzydnik Duży, przy trasie linii kolejowej Lublin-Kraśnik-Stalowa Wola (stacja kolejowa PKP "Rzeczyca"). W 2008 roku włączona do wsi Rzeczyca Ziemiańska.
W latach 1975–1998 miejscowość administracyjnie należała do województwa tarnobrzeskiego.